# Gentiana tricolor
Gentiana tricolor är en gentianaväxtart som beskrevs av Friedrich Ludwig Diels och Gilg. Gentiana tricolor ingår i släktet gentianor, och familjen gentianaväxter. Inga underarter finns listade i Catalogue of Life.